# Мангазейский морской ход
Мангазе́йский морско́й ход — морской торговый путь от устья Северной Двины до Тазовской губы и далее по реке Таз до города Мангазеи (после его основания) — центра сбора ясака, пушного промысла и торговли пушниной («мягкой рухлядью») Русского царства. Сложился в XVI веке, официально запрещён в 1619 году.
Мангазейский морской ход был не в полной мере морским. Помимо плавания по Белому, Баренцеву и Карскому морям, часть пути проходила по рекам и озёрам, а на двух участках — по сухопутным волокам. Современными исследователями характеризуется не просто как традиционно сложившаяся трасса, а как целый комплекс навигационного обеспечения, который включал в себя такие компоненты, как рациональный, максимально укороченный маршрут, оптимально выбранное время выхода в плавание, обеспечение береговыми навигационными знаками, наличие особого типа судов, знание местной каботажной навигации.

## История появления

«Мологенн» на карте Грегора Рейша (около 1503)

Первые сведения о землях в низовьях Таза попали на Русь скорее всего в XV веке, как об этом можно судить по тексту памятника древнерусской литературы «Сказание о человецех незнаемых». Уже в самом начале XVI века информация о Мангазее проникла в Западную Европу, где нашла своё отражение на карте Грегора Рейша, которая была издана около 1503 года. На ней эта область нанесена в северной части материка восточнее Гиперборейских гор под названием «Мологенн». Позднее, когда сведения о Сибири начали поступать в Западную Европу от многочисленных корреспондентов, которые собирали в России информацию о путях на восток, Мангазейская земля прочно обосновалась в трудах ведущих европейских картографов. Под названием «Молгонзайя» она присутствует на карте России Дутекюма (1560-е годы), где занимает пространство к востоку от большой реки, не имеющей названия (по-видимому, Таза), но впадающей в один залив с Обью. Под таким же названием Мангазея присутствует на многих картах мира 80—90 годов XVI века, а река Таз появляется уже под своим названием. Очевидно, что эти сведения проникли в Западную Европу от русских информаторов, которым были хорошо известны пути на север Сибири. В XVI веке, когда развернулась активная деятельность по отысканию северного пути в Ост-Индию и Китай, сбор такого рода данных приобрёл очень высокую значимость. Особенно много усилий в этом отношении приложили участники английских и голландских экспедиций, которые пытались получить у русских кормщиков сведения о проходе в Карское море, достижении устьев великих сибирских рек, а также об условиях дальнейшего плавания на восток.
В 1584 году главный фактор Московской компании Антон Марш обратился с письмом к «четырём русским» с предложением об организации экспедиции для исследования низовьев Оби. Сохранилось и ответное письмо, написанное опытными русскими мореходами. Из него следует, что в то время русским были хорошо известны эти места, они были прекрасно осведомлены о географии и природе северо-западной части Сибири и о путях достижения Приобья и Заобья. Наряду с речным, Маршу был расписан и морской путь на Обь. Эти сведения подтверждаются данными археологических раскопок на территории Мангазейского городища, где наиболее ранние из сохранившихся построек датируются 70-ми годами XVI века. Таким образом, известные науке письменные документы и археологические источники не позволяют пока датировать время активного использования Мангазейского морского хода ранее третьей четверти XVI века, однако очевидно, что начало его освоения приходится на более раннее время.
Походы в район реки Таз совершались обычно партиями промышленников, в основном поморов. Для плавания в Мангазею поморы использовали суда небольших размеров — «малые кочи». Это были парусно-гребные суда с малой осадкой грузоподъёмностью 6—10 т, приспособленные для перетаскивания через волоки небольшими командами и плавания вдоль отмельных морских берегов и в устьях рек. Альтернативный путь по рекам и волокам был более продолжительным, чем по Мангазейскому морскому ходу.

## Маршрут
Из «расспросов» поморов, которые производились в 1616—1619 годах в Мангазейской и Тобольской воеводских канцеляриях в связи с планируемым закрытием Мангазейского морского хода, известно, что существовало несколько вариантов преодоления наиболее протяжённого (западного) участка Мангазейского морского хода от Белого моря до Югорского Шара. Это было связано с различными способами прохождения полуострова Канин Нос. Первый и наиболее часто применявшийся вариант был основан на использовании речного и волокового пути, который пересекал полуостров с запада на восток. Начало маршрута было обычным: от Архангельска к устью Кулоя. Далее суда пересекали Мезенскую губу и подходили к устью Чижи на западном побережье Канина Носа, где начинался так называемый Чёшский волок. Чижа преодолевалась за одни сутки, после чего суда перетаскивались по волоку в Чёшу. Для транспортировки грузов и судов обычно нанимались кочевавшие там ненцы с оленьими упряжками. Преодоление волока было не особенно трудным, поскольку его протяжённость была невелика. Дальнейший путь проходил по мелководной Чёше, впадающей в Чёшскую губу. Труднопроходимая Чёша преодолевалась при приливной волне.

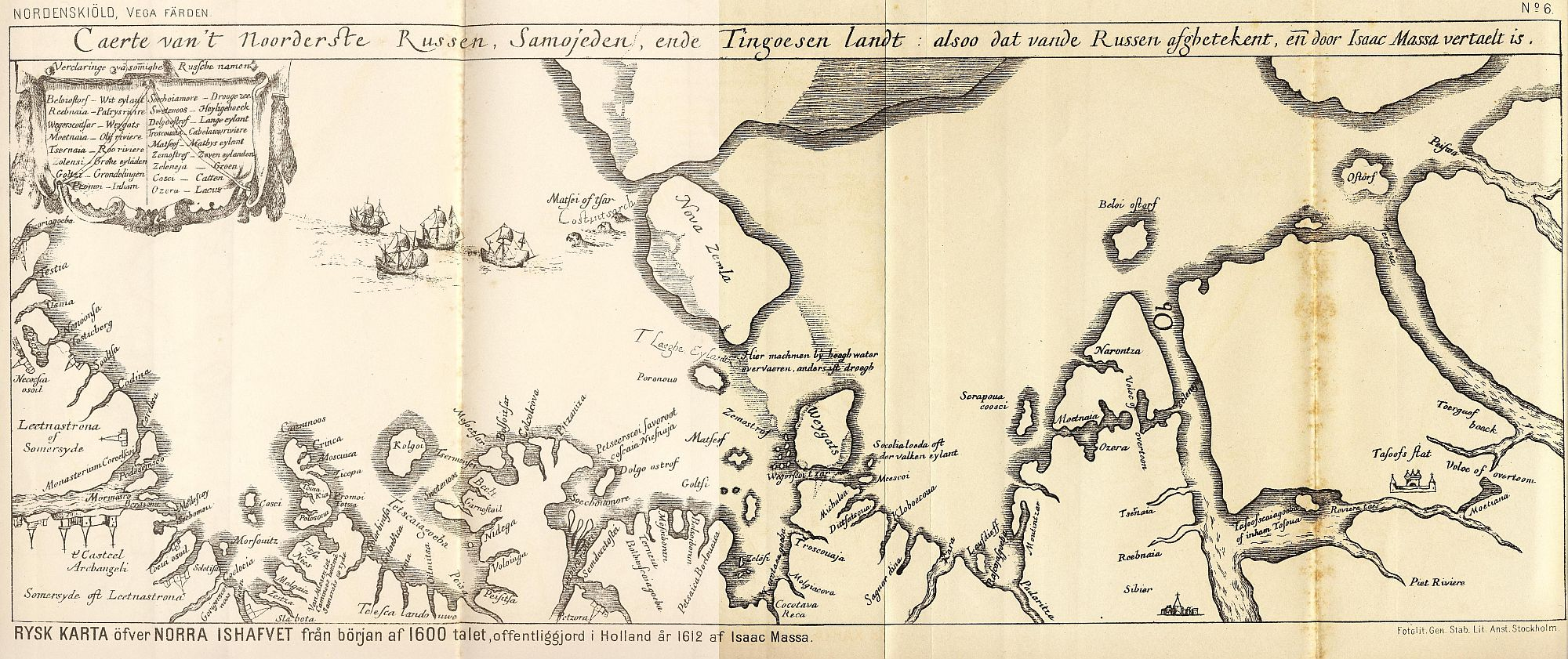
Карта севера Русского царства Исаака Массы (1612)

Существовал второй способ преодоления Чёшского речного и волокового пути. В рассказе одного из поморов о переходе через Канин Нос говорится, что в «большую воду тот волок поймает водою», то есть он заполняется водой и позволяет более просто войти в Чёшскую губу. Возможность преодоления полуострова Канин Нос водной протокой изображена на карте Уильяма Барроу, изданной в Англии около 1570 года. Автор карты, младший брат Стивена Барроу, принимал участие в двух походах англичан в северные моря и считался крупным специалистом по навигации в Баренцевом море. Его карта была составлена на основе личных наблюдений и долгие годы являлась эталоном в изображении северных районов России. На ней Канин Нос изображён в виде острова, отделённого от материка узким проливом. Это и есть изображение Чёшского волокового пути, сведения о котором англичане получили от русских информаторов. Подобным же образом объясняет существование «канала», отделяющего Канин Нос от материка, карта Исаака Массы 1612 года, русская в своей основе. На ней эта протока обозначена термином «промой», что означает русло, промытое водой.

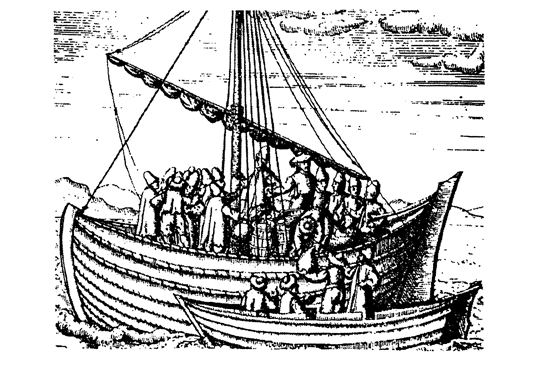

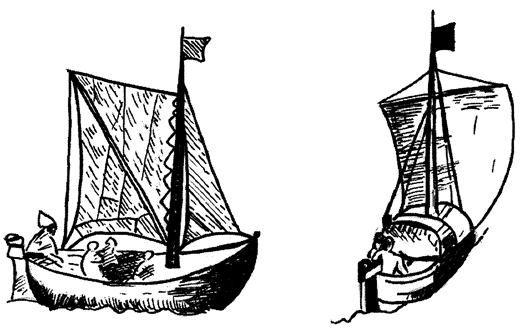
Рисунки малых кочей из книг Г. де Веера (1598) и Я. Г. ван Линсхотена (1611)

На портулане Бартоломеу Ласу (около 1590 года) канинский речной и волоковой путь показан в своём истинном виде: он состоит из двух рек, близко сходящихся в своих верховьях. Судоходное значение этих рек продемонстрировано ситуацией в Чёшской губе, где нанесена обширная мель, блокирующая восточное побережье полуострова Канин Нос. Единственный разрыв в этой банке тянется узкой полосой в юго-восточном направлении от устья Чёши. По всей видимости, это обозначение фарватера. Он протянут в северо-восточном направлении, через Чёшскую губу к мысу Бармин. Moтив речного и волокового пути через Канин Нос отчётливо выражен на «Новейшей географической карте Великого государства Московского, представленного его северной частью» Николааса Витсена, которая была издана в 1710 году. На ней этот маршрут обозначен в виде двух рек, соединённых в верховьях небольшим озером. То, что на карте действительно изображена система судового пути, видно из сопроводительного текста: «Река Титса, по которой осуществляются плавания судов».
По выходе в Чёшскую губу суда пересекали её в течение суток напрямую в направлении мыса Святой Нос. Далее они двигались вдоль Тиунского берега, под которым подразумевается побережье Малоземельской тундры. Здесь начинался участок прибрежного плавания вплоть до Медынского Заворота. От него суда шли открытым морем к Югорскому Шару.
Второй вариант прохождения западного участка мангазейского пути совпадал на первом этапе с Новоземельским ходом: из устья Северной Двины суда шли к Кулою и далее открытым морем к северной оконечности полуострова Канин Нос. Обогнув его, они двигались к острову Колгуев и далее к мысу Русский Заворот, расположенному в Печорской губе. Здесь начинался береговой участок пути, который продолжался до мыса Медынский Заворот. Далее суда шли открытым морем к проливу Югорский Шар. Известен был поморам и другой путь к Югорскому Шару — от устья Печоры, которым они пользовались в случае необходимости. Печора и город Пустозерск играли важную роль в хозяйственной деятельности поморов и, в частности, в эксплуатации Мангазейского морского хода. Не случайно западноевропейские путешественники XVI века многократно упоминают в своих записках устье Печоры, куда устремлялись встречавшиеся им русские суда. Это был главный транзитный пункт на пути в Мангазею.
Здесь суда отстаивались, пополняли запасы воды и продовольствия, а иногда и зимовали, если не успевали прийти на Ямальский волок до наступления холодов. Местом зимовки являлся Пустозерск. При благоприятных обстоятельствах путь от Северной Двины до Печоры составлял около десяти дней. Проход в Карское море осуществлялся через южный пролив Югорский шар, а северным проливом (Карские ворота) «русские шоди в Мангазею не ходят», поскольку это удлиняет путь и сопряжено с дополнительными ледовыми трудностями. Нет сведений и об использовании для прохода в Карское море пролива Маточкин Шар, хотя, как это следует из записок Антона Марша, он был известен русским мореходам ещё в конце XVI века. Подтверждением этому служит малоизвестная карта Новой Земли, созданная на русской основе и изданная в Нидерландах в 1594 году. На ней уверенно нанесён пролив, разделяющий Новую Землю на два острова. Пролив Югорский Шар преодолевался «гребью» за один день. Большую трудность представлял проход через западную часть Карского моря: от острова Вайгач до побережья полуострова Ямал. Поморы называли этот участок Карского моря Нярзомским морем, по реке Нарамзе на севере Ямала. Какая из современных ямальских рек скрывается под этим названием — неизвестно.

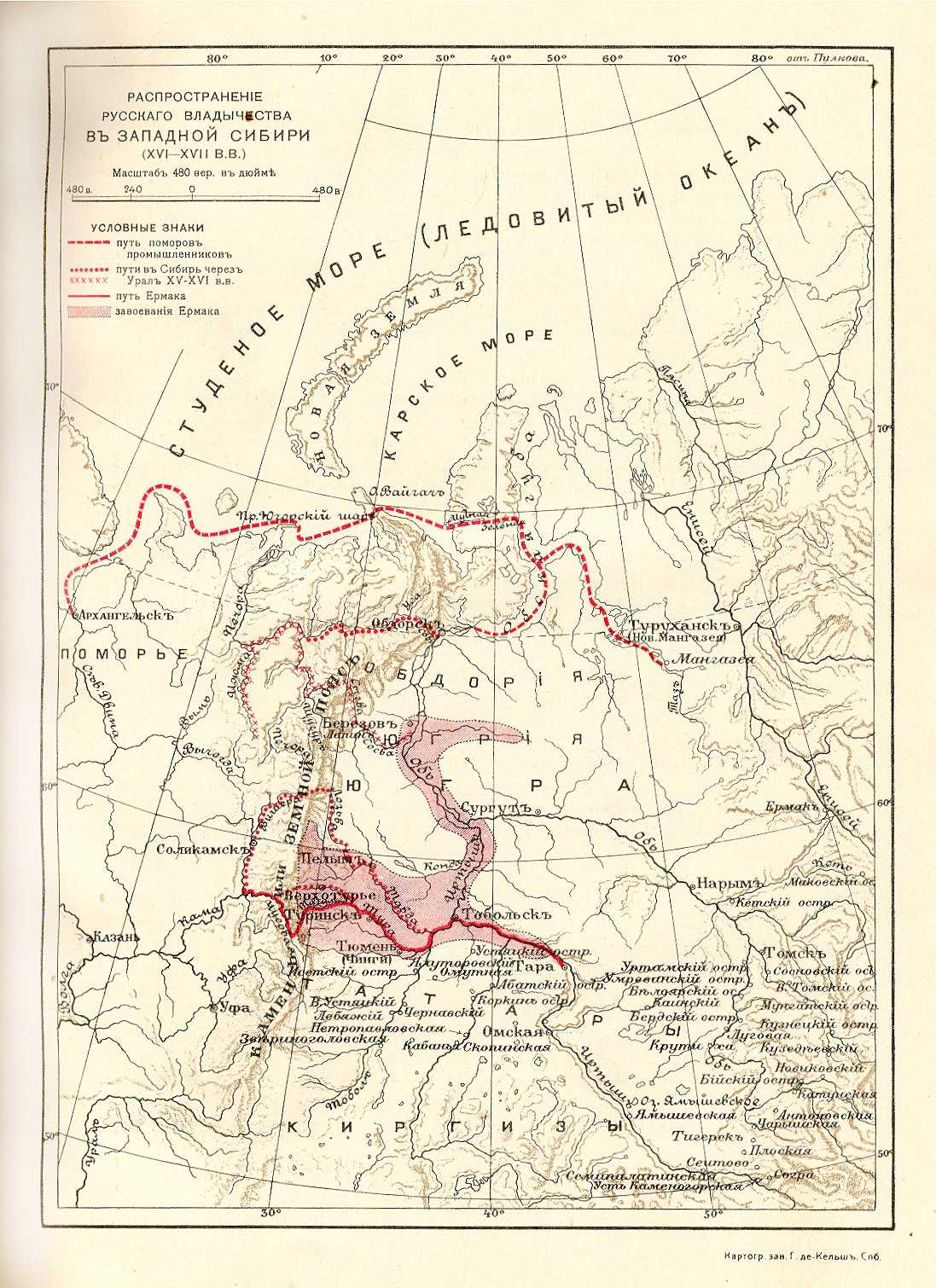
Карта Западной Сибири в конце XVI—начале XVII века

Основную сложность при пересечении этого участка моря составляли льды, которые дрейфуют здесь в течение всего лета. Это же отметил в своих записках Ян Гюйген ван Линсхотен со слов русских мореходов: «Море здесь тёплое и называют его южным в отличие от северного, которое холодное, потому что лёд идёт всегда от Новой Земли и потому находится тут целый год». В отдельные годы морские льды представляли непреодолимое препятствие для судов, которые были вынуждены возвращаться на зимовку в Пустозерск. При благоприятных условиях отрезок пути от Югорского Шара до полуострова Ямал суда преодолевали парусным ходом за одни сутки.
Миновав остров Мелкий, они подходили к устью реки Мутной (современное название Сёяха), от которой начинался Ямальский речной и волоковой путь, выводивший суда в Обскую губу. Значение этого отрезка Мангазейского морского хода было огромным. От его удачного преодоления зачастую зависел успех всей экспедиции. Несмотря на то, что на пересечение Ямала требовался довольно большой срок: примерно 35 дней, это всё же позволяло сократить общее время похода и к тому же избежать чрезвычайно опасного в ледовом отношении пути вокруг полуострова. Этот участок Мангазейского морского хода считался заповедным. Неслучайно зарубежные мореплаватели и другие собиратели информации о морском пути на Обь, не смогли получить никаких известий об этом волоковом пути. Я. Г. ван Линсхотен отметил в своих записках, что русские «насчёт Татарского моря… ничего не могли нам сказать, кроме того, что пройдя пролив… можно через 5 дней добраться до Оби…, что земля, простирающаяся у р. Оби, имеет мыс по прозванию Ноэс, против которого находится на севере конец Новой Земли и обогнув который, попадают в большое открытое море, идущее вдоль Тартарии и вплоть до тёплого моря». Из этого отрывка видно, что описание пути, которое получили голландские мореплаватели, ориентировало их на обход полуострова Ямал. Это, с точки зрения поморов, делало чрезвычайно затруднительным достижения ими устья Оби.
Описание Ямальского речного и волокового пути в «расспросных речах» поморов отличается наибольшей подробностью. В них даётся характеристика каждого участка пути с указанием времени его прохождения, а также обращается внимание на оптимальное время подхода к Ямалу: не позднее Семёнова дня, то есть 1 сентября. Задержка в пути могла привести к тому, что реки покрывались льдом, и суда были вынуждены уходить на зимовку в Пустозерск. В случае наступления холодов во время нахождения на Ямале люди уходили на лыжах в Обдорск (район современного Салехарда), а оттуда в Берёзов, расположенный на Северной Сосьве при её впадении в Обь. В общем виде схема ямальского участка такова: река Мутная — три небольших озера, соединённые протоками, — сухой волок — озеро Ямбуто — река Зелёная — Обская губа. Река Мутная использовалась для прохода лишь при большой (приливной) воде. Кочи тянулись бечевой в течение двадцати дней. Озёра, расположенные в средней части пути, проходили на кочах, за исключением соединяющих их проток. Последние преодолевались с большим трудом. Груз перекладывался на небольшие лодки-паузки, которые проводили бечевой, как и порожние кочи.
Грузы с судов переносились вручную, а паузки и кочи перетаскивались при помощи канатов и воротов по деревянным каткам. На это уходило примерно пять дней. Протяжённость волока составляла около 500 м. Проводка судов по мелководной Зелёной также осуществлялась бечевой, на что уходило около десяти дней. Грузы переносились вручную. Таким образом на прохождение Ямальского водного и волокового пути уходило более одного месяца, примерно 35 дней. Следующий участок Мангазейского морского хода был связан с плаванием по Обской и Тазовской губам, которые поморы объединяли общим названием «Мангазейское море». Они преодолевались «парусным погодьем» за трое суток. Конечный этап хода — вверх по реке Таз. Парусным ходом в Мангазею шли двое суток, а «гребью» — около десяти дней. Общее минимальное время прохождения Мангазейского морского хода «в лёгких судах, только ветры не задержат» составляло примерно пять—шесть недель.

## Значение
Мангазейский морской ход стал оживлённой торговой магистралью. В Архангельск и Холмогоры вывозились сотни тысяч шкурок пушного зверя (соболей, песцов и бобров) в год и мамонтовая кость; в Сибирь доставлялись кожи, сети, порох, соль, свинец, обувь, нитки, хлеб, крупа, ткани, металлическая и стеклянная посуда, бисер-одекуй (последний высоко ценился коренными народами Сибири и широко использовался в меновой торговле и в качестве подарка). «При прежних мангазейских воеводах, — приводит С. В. Бахрушин слова таможенного головы И. Саблина, — приходили из Сибири в Мангазею морем многие торговые кочи с хлебными запасами и с рускими товары, в год кочей по 50 и больше, а торговых, государь, и промышленных людей зимовало в Мангазее человек по тысячи и больше, и в лавках, государь, сидели со всякими товары зимою и летом без съезду, и весною, государь, на Волоку всяким людям торг был большой». За удачную поездку торговец мог нажить состояние: так, медный котёл стоил столько, сколько вмещал в себя шкурок соболя.
Мангазея прославилась не только на Руси, но и за её пределами как «царёва златокипящая вотчина». Доходы от пушного промысла составляли значительную часть государственного бюджета Русского царства. Соболиные шкурки ценились исключительно высоко. Самая дешёвая шкурка стоила в XVII веке в Москве 5 рублей, что равнялось годовому окладу служилого сибирского казака.

## Запрет
…И по нашему указу, велено вперёд торговым и промышленым всяким людям ездити в Мангазею из Пустаозера и от Архангилского города и ото всех поморских городов в сибирские городы на Берёзов город через Камень и на Тоболеск, а назад велено из Мангазеи ездити теми же дорогами… А старою бы дорогою из Мангазеи Тазом-рекою на Зелёную реку да на волок, да на Мутную реку, да на Карскую губу, и болшим морем к Архангилскому городу и на Пустоозеро торговым и промышленым людем ходити не велел, чтобы на те места немецкие люди от Пустаозера и от Архангилского города в Мангазею дороги не узнали и в Мангазею не ездили… А будет кто с немецкими людьми учнёт ездити или Монгазею дорогу учнёт указывати, и тем людям быти от нас в великой опале и в смертной казни.
Царские власти стремились поставить под свой контроль всю торговлю пушниной в районе Нижней Оби и в Заобье. Уже в 1598 году для разведки «Мангазейских мест» был направлен из Тобольска небольшой отряд под начальством дьяка приказа Казанского дворца Фёдора Дьякова (в ведении этого приказа находились все сибирские дела до передачи их в 1637 году в управление вновь образованному Сибирскому приказу). Отряд, к которому в пути присоединилась партия поморских промышленников, добравшись до Таза и собрав ясак, вернулся в Москву зимой 1600 года. В том же году была отправлена более крупная экспедиция с задачей заложить острог — будущий город Мангазею. С основанием Мангазеи весь промысел «мягкой рухляди» и торговля мехами стали проводиться в бассейне Таза при строгом таможенном контроле со стороны центральной власти: таможня собирала государеву десятину со всей добычи и прибыли купцов и промышленников. Значение таможни подчёркивалось тем, что её руководитель — таможенный голова — назначался не воеводами или выборным путём, а приказом Казанского дворца, а затем Сибирским приказом. В Мангазею на эту должность чаще всего назначались купцы из Устюга, Тотьмы или со Свияги.
В начале XVII века в ходе Смутного времени Русское царство с трудом устояло в жестокой борьбе с польскими и шведскими интервентами. Всё это в определённой степени отразилось на отношении московских властей к попыткам западноевропейских торговых компаний проникнуть в Сибирь и на Русский Север. Царское правительство очень болезненно воспринимало доходившие до Москвы слухи о появлении иностранных кораблей в Карском море. В свою очередь тобольский воевода князь И. С. Куракин был заинтересован в переключении всей торговли с Мангазеей с морского направления на сухопутную дорогу через Урал на Верхотурье, а затем по рекам в Тобольск и далее по Иртышу и Оби в Обскую губу. Он постоянно напоминал Москве об опасности проникновения иностранцев в Сибирь морем. Со стороны московских властей последовала резкая реакция в виде запрета в 1616 году морских плаваний в Мангазею.
Однако мангазейский воевода И. И. Биркин, поддержанный 170 мангазейскими торговцами, доказывал вредность такого запрета. В частности, он отрицал достоверность сообщения Куракина о появлении иностранных военных кораблей в Карском море. М. И. Белов полагал, что именно возражения авторитетного в Сибири воеводы Биркина привели к тому, что в 1618 году плавания в Мангазею по Карскому морю возобновились. Но Куракин, поддержанный другими сибирскими воеводами, всё же добился своего, и в 1619 года морской путь в Мангазею был окончательно закрыт. Более того, в следующем году московские власти приказали построить заставу на Ямале на волоке между реками Мутной и Зелёной, чтобы задерживать всех нарушителей запрета. В результате были прерваны прямые морские связи Поморья с Сибирью. Московские власти в последующие после запрета годы настойчиво напоминали тобольским воеводам о необходимости строго следить за соблюдением запрета на морские плавания в Мангазею.

## Реконструкции
- В мае—августе 1967 года путешественник и потомственный помор Дмитрий Буторин и писатель Михаил Скороходов повторили на карбасе «Щелья» торговый путь купцов XVII века из Архангельска в Мангазею[7].
- В 2019 году состоялись экспедиция «Тайна Мангазеи»[8] и путешествие на реплике ботика «Святой Николай»[9], повторявшие небольшую часть маршрута Мангазейского морского хода.

### Первичные источники
- № 254. Отписки Тобольских воевод царю Михаилу Фёдоровичу о путях сообщения из Мангазеи на Русь. — Царские грамоты означенным воеводам о принятии мер, чтобы немецкие люди не узнали дороги в Сибирь, для чего объявить торговым и промышленным людям, чтобы они с немецкими людьми не торговали (1616, февраля 6 — 1624, июня) // Русская историческая библиотека, издаваемая Археографической комиссией: в 39 т., 40 кн.. — СПб.: Печатня В. И. Головина, 1875. — Т. II. — Стб. 1049—1095. — 656 с.
- Глава первая. К истории Мангазейского морского хода // Открытия русских землепроходцев и полярных мореходов XVII века на Северо-Востоке Азии: сборник документов / Сост. Н. С. Орлова. — М.: Географгиз, 1951. — С. 49—90. — 618 с. — 7000 экз.

### Вторичные источники
- Старков В. Ф. Мангазейский морской ход // Очерки истории освоения Арктики. — М.: Научный мир, 2001. — Т. II: Россия и Северо-Восточный проход. — 113 с. — 500 экз. — ISBN 5-89176-118-1.
- Белов М. И., Овсянников О. В., Старков В. Ф. Мангазея: Мангазейский морской ход / Под ред. М. И. Белова. — Л.: Гидрометеоиздат, 1980. — Т. I. — 163 с. — 3350 экз.